# Sleep
Sleep är en film skapad 1963 av Andy Warhol som består av en enda lång tagning av John Giorno, hans älskare vid tiden för inspelningen, som sover i fem timmar och 20 minuter.
Filmen var en av Warhols första experimentfilmer och skapades som en "antifilm". Warhol utvecklade sedan formatet till den åtta timmar långa filmen Byggnader -imperium (1964).
Sleep hade premiär 17 januari 1964, och introducerades av Jonas Mekas vid Gramercy Arts Theater under en stödgala för Film-makers' Cooperative. Av de nio personer som deltog vid premiären så lämnade två av dem redan under första timmen.